# دم‌آتشی زیبا
دم‌آتشی زیبا (نام علمی: Stagonopleura bella) نام یک گونه از سرده دم‌آتشی‌ها است.